# Karsten Finger
Karsten Finger (Berlín Oeste, 21 de enero de 1970) es un deportista alemán que compitió en remo. Participó en los Juegos Olímpicos de Barcelona 1992, obteniendo una medalla de plata en la prueba de cuatro con timonel.

## Palmarés internacional
| Juegos Olímpicos | Juegos Olímpicos   | Juegos Olímpicos | Juegos Olímpicos   |
| Año              | Lugar              | Medalla          | Prueba             |
| ---------------- | ------------------ | ---------------- | ------------------ |
| 1992             | Barcelona (España) | Medalla de plata | Cuatro con timonel |